# Metroseksualitet
Metroseksualitet er først og fremmest et begreb, der beskriver en livsstil, og ikke som navnet ellers antyder en egentlig seksuel orientering. Begrebet er opfundet i 1994 af den britiske forfatter og journalist Mark Simpson. 
Nøgleord for den metroseksuelle mand er image og forfængelighed. Den metroseksuelle mand er særlig karakteriseret ved at have et velplejet ydre, et godt job og en bolig i storbyen. Rent seksuelt kan den metroseksuelle mand have en hvilken som helst seksualitet. Metroseksualitet handler nemlig ikke om selve det seksuelle, men om kønnet – måden at være mand på. Den metroseksuelle bruger hudplejeprodukter, barberer sig under armene, retter øjenbryn og er i det hele taget meget bevidst om de signaler, hans udseende sender. Han kan også lide at shoppe, og går ofte i fitnesscenter og spiser sundt. Han bor i storbyen, da det er her, de gode tilbud i form af butikker, natklubber og fitnesscentre er placeret – og deraf kommer begrebet metroseksuel.
Den metrosekuselle mands livsstil gør, at mange mener, at han har homoseksuelle træk. Men der er ikke tale om en fascination af personer af eget køn – snarere en beundring af sig selv. Dermed grænser metroseksualiteten til narcissisme. Nydelsen ved at pleje sig selv og at få opmærksomhed af andre er fremtrædende, men den metroseksuelle mands adfærd er samtidig identitetsskabende. 

## Kendte metroseksuelle
Særligt én person er blevet fremhævet som værende et skoleeksempel på den metrosekuselle mand. Det er den britiske fodboldspiller David Beckham. Det skyldes bl.a hans påklædning og hans fantasifulde frisurer.
Eksempler på folk der er af hjemmesiden starpulse er blevet vurderet metroseksuel er Brad Pitt, Orlando Bloom, Jake Gyllenhaal og Zac Efron 

## Fænomenets opståen
'Opdageren' af fænomenet metroseksualitet Mark Simpson mener, at de metroseksuelle tendenser er opstået som følge af den kvindelige frigørelse, der har gjort kvinderne uafhængige af mændene økonomisk såvel som socialt. Den udvikling har kastet mændene ud i en identitetskrise med dertil følgende utryghed. Samtidig er nutidens kvinder begyndt at betragte mænd som sexsymboler. 
Mandens reaktion har været at vende blikket mod sig selv og sin krop. Han er begyndt at gå op i, hvordan han ser ud – ligesom kvinderne har gjort i alle de årtier, de er blevet opfattet som sexsymboler. Metroseksualiteten er dermed et tegn på, at kønnene er blevet mere ligestillede.

## Metroseksualitet iforhistorien
Forskere er stødt på 2300 år gamle lig, der viser tegn på, at mændene også dengang gjorde meget ud af deres udseende. Ligene, der blev fundet i Irland, viser bl.a. en frisure sat med en gelé-lignende substans. Et andet lig viser, at en mand havde fået ordnet fingerneglene. Selv om der var tale om en helt anden kultur end nutidens, er der således tydelige lighedspunkter.